# Aeroporto de Azaza
O Aeroporto de Azaza (IATA: GSU, ICAO: HSGF) é um aeroporto localizado na cidade de Gedaref, no Sudão. Situado a 353 quilômetros da capital do país Cartum.